# Zmienniak plamisty

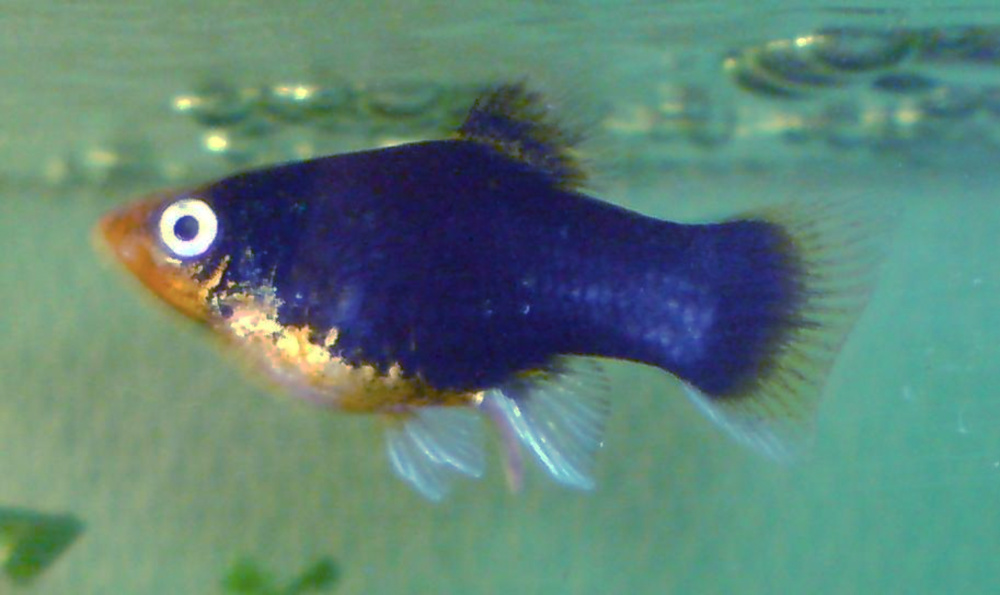
Zmienniak plamisty odmiana czarna – samica

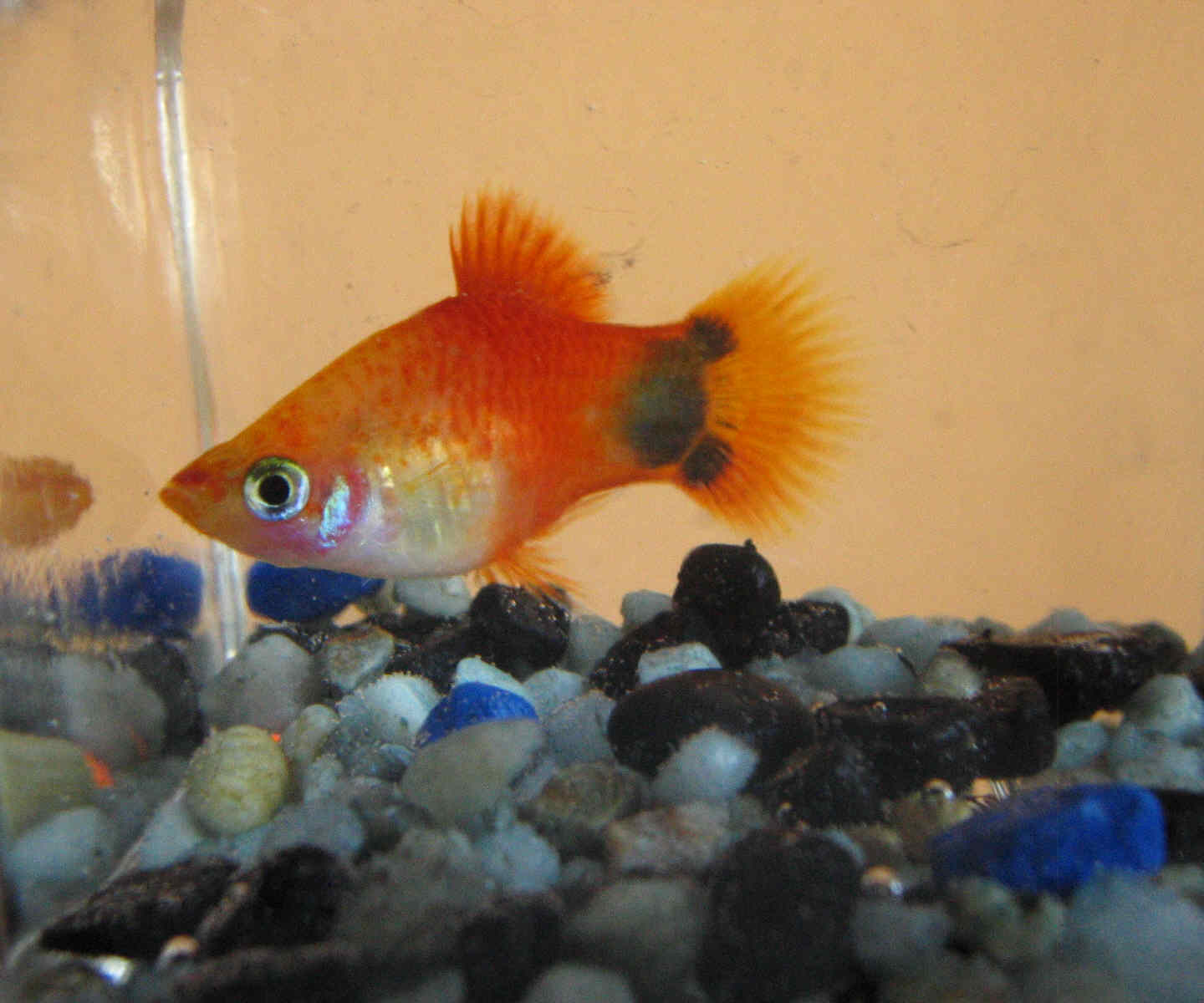
Zmienniak plamisty odmiana pomarańczowy Micky Mouse – samiec

Zmienniak plamisty, platka (Xiphophorus maculatus) – słodkowodna ryba akwariowa z rzędu karpieńcokształtnych (Cyprinodontiformes) i rodziny piękniczkowatych (Poeciliidae).

## Występowanie
Xiphophorus maculatus jest jednym z najszerzej występujących gatunków ze swojego rodzaju.  Pochodzi on z wód rozciągających się  od rzeki Jamapa w Meksyku (okolice Veracruz), aż do terenów państwa Belize. Można go znaleźć jedynie na równinach nadbrzeżnych, które w tym rejonie świata ciągną się nieprzerwanie na długim dystansie. Został on introdukowany do wielu innych rejonów świata z czego największe jego skupiska znajdują się w niektórych częściach Australii i Ameryki Środkowej.

## Wygląd
Różne ubarwienia w zależności od odmiany hodowlanej, np. platka pomarańczowa (na zdjęciu) lub czarno-czerwona, itp. Samice są pełniejsze, brzuszki mają delikatnie uwypuklone, natomiast samce są smuklejsze i krótsze. Wielkość samca do 4 cm, samicy do 6 cm.

## Hodowla
Samce zmienniaka plamistego czasami są trochę agresywne względem innych samców tego samego gatunku, tak jak samce innych gatunków piękniczkowatych, dlatego warto trzymać jednego samca z kilkoma samicami. Samice są z reguły spokojne. Optymalna temperatura 24–27 °C (pH do 8,0). Twardość wody 20°n. Potrzebuje zbiornika długości co najmniej 60 cm, jednogatunkowego albo ogólnego, z innymi, spokojnymi rybami. Platki są pokojowo usposobione wobec innych gatunków ryb, czasem bywa, że jakiś samczyk próbuje zapłodnić samicę innego gatunku piękniczki, np. mieczyka albo gupika.

## Pokarm
Zmienniak plamisty jest wszystkożerny. Może się odżywiać zarówno pokarmem roślinnym, detrytusem jak i drobnymi zwierzętami. Procentowy udział różnych rodzajów pokarmu zależy od regionu w którym występuje organizm. Na przykład w diecie populacji zamieszkującej australijską rzekę Brisbane głównym źródłem pokarmu są krewetki z rodzaju Caradina i różnego rodzaju owady lub ich larwy, a u osobników zamieszkujących Indonezyjskie jezioro przeważa detrytus, a mniejszy udział mają larwy owadów oraz cyclopoid copepods (Cabi, 2017).

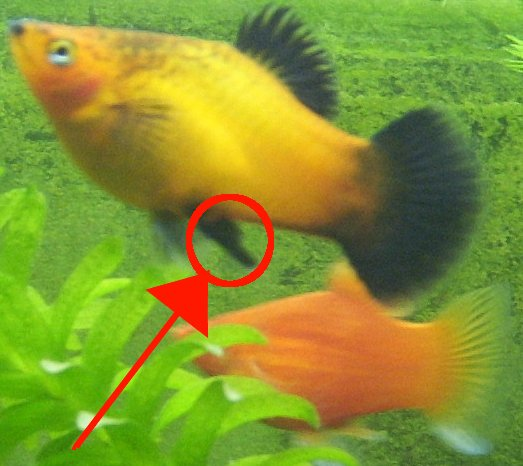
Gonopodium platki

## Rozmnażanie
Ryba jajożyworodna. Samce posiadają gonopodium (przekształcona płetwa odbytowa pałeczkowatego kształtu) i dokonują zapłodnienia wewnętrznego. Ciąża trwa 26-90 dni, a plemniki przekazywane są poprzez spermatofory. Charakterystyczne dla X.maculatus jest to, że samica po przyjęciu 1 spermatoforu może wydać kilka miotów potomstwa. 20% samic dalej wydaje na świat potomstwo nawet  150 dni po zniknięciu z jej otoczenia samca-partnera. Przy dogodnych warunkach termicznych subtropikalnego i tropikalnego klimatu reprodukcja zachodzi praktycznie nieprzerwanie.
Dorosła, zdrowa samica może urodzić ok. 80 młodych, czasem nawet 100. Bywa, że samica "wydala" z dróg płciowych niezapłodnione jajeczka, jednak jest ich mało, około 5–10. Młode muszą mieć schronienie przed matką ze względu na możliwy kanibalizm, dlatego w akwarium należy posadzić dużo pierzastych roślin, aby narybek miał gdzie się ukryć. Jeśli jednak posiadamy zbiornik hodowlany, warto byłoby właśnie w nim umieścić narybek, bo w oddzielnym akwarium byłby bezpieczniejszy.

## Znaczenie w ochronie środowiska
Ze względu na szeroki zakres tolerancji środowiskowej, wszystkożerność, szybkie tempo wzrostu i zdolność do rodzenia żywego potomstwa X. Maculatus okazał się gatunkiem inwazyjnym. Informacje o specyficznych dla niego szkodliwych oddziaływaniach ekologicznych są ograniczone, ale uważa się, że wraz z innymi osobnikami z rodziny Poeciliidae jest odpowiedzialny za spadek liczebności bezkręgowców wodnych na Hawajach. Jego wpływ na środowisko prawdopodobnie ogranicza się do drapieżnictwa i konkurencji o pokarm.